# جنگل‌بان مینوس
جنگل‌بان مینوس (نام علمی: Zygaena minos) نام یک گونه از تیره جنگل‌بانان است. این گونه در بیشتر نقاط اروپا شمال، ایرلند تا بریتانیای کبیر، بنلوکس، شبه‌جزیره ایبری و نروژ زندگی می‌کند. طول پهنای بال‌هایش نیز به ۳۷ میلی‌متر می‌رسد.